# رافائل میناسبکیان
رافائل میکائیلی میناسبکیان (زاده ۲ فوریه ۱۹۶۸ ایروان ارمنستان)، مجری تلویزیونی، تهیه‌کننده، فیلمنامه‌نویس و مدیر اجرایی رسانه اهل ارمنستان است. او در بیش از ۳۰۰ برنامه تلویزیونی، مستند، سریال و فیلم سینمایی مشارکت داشته و یکی از پرکارترین سینماگران ارمنستان محسوب می‌شود. این نویسنده در حال حاضر به عنوان مدیر عامل گروه رسانه‌ای «گازپروم» که یکی از زیرمجموعه‌های " گازپروم مدیا " است فعالیت می‌کند. این شرکت یکی از بزرگ‌ترین کمپانی‌های رسانه‌ای در روسیه و شرق اروپا به‌شمار می‌رود. رافائل میکائیلی میناسبکیان از سال ۲۰۱۷ با همکاری در سینمایی « عصبانی. افسانه کولورات » توانست در صنعت سینمای روسیه مطرح شود. پس از آن او با تهیه‌کنندگی «روبو» و «متن» در سال ۲۰۱۹ به شهرت بین‌المللی دست یافت.

## زندگی و تحصیل
رافائل میکائیلی میناسبکیان در ۲ فوریه ۱۹۶۸ در شهر ایروان به دنیا آمد. او در سال ۱۹۸۴ از دبیرستان شماره ۷۶ کامو فارغ‌التحصیل شد. میناسبکیان در سال ۱۹۹۲ از انستیتوی پزشکی دولتی ایروان در رشته پزشکی عمومی فارغ‌التحصیل شد و در سال ۱۹۹۵ در رشته تخصص روان‌پزشکی به ادامه تحصیل پرداخت. با این حال او پزشکی و روانپزشکی را به عنوان حرفه اصلی خود دنبال نکرد و وارد صنعت رسانه شد. میناسبکیان در سال ۲۰۰۶ از آکادمی بازار کار و فناوری اطلاعات مسکو در مقطع کارشناسی ارشد «مدیریت سازمان‌ها و مدیریت ضد بحران» فارغ‌التحصیل شد. او همچنین دارای مدرک دکترای اقتصاد است. وی متأهل است و دارای دو فرزند، یک پسر و یک دختر است.

## فعالیت حرفه‌ای
رافائل میناسبکیان در سال ۱۹۹۱ کار خود را به عنوان تهیه‌کننده، فیلمنامه‌نویس و کارگردان در تلویزیون آغاز کرد. وی از سال ۱۹۹۳ تا ۱۹۹۴ مدیر شرکت فرهنگی تجاری «شارم» در ایروان بود. او در در ساخت پروژه فرهنگی و رسانه‌ای متعددی مشارکت داشته است. او به عنوان تهیه‌کننده در ۳۰ فیلم سینمایی و ۱۰۰ سریال تلویزیونی شرکت داشته است. آثار او شامل فیلم سینمایی، مستند، انیمیشن، آلبوم موسیقی، سریال و برنامه‌های تلویزیونی می‌شود. گستردگی آثار و زمینه‌های فعالیت‌های او باعث شهرت رسانه‌ای او در سال‌های اخیر شده است. او همچنین در بین سال‌های ۲۰۰۰ تا ۲۰۱۰ مجری شش برنامه تلویزیونی بود.
رافائل میناسبکیان در سال ۲۰۱۷ یکی از موفق‌ترین تجربیات خود در زمینه تهیه‌کنندگی را با همکاری در فیلم « عصبانی. افسانه کولورات » تجربه کرد. این فیلم که با سرمایه ۳۶۰ میلیون روبلی ساخته شده بود توانست در گیشه ۶۰۶ میلیون روبل فروش را ثبت کند. در سال ۲۰۱۹ تهیه‌کنندگی انیمیشن سینمایی «روبو» را بر عهده گرفت. او و ساریک آندرئاسیان نویسنده و کارگردان فیلم زیر نظر شرکت پخش همکاری مرکزی توانستند به موفقیت ۱۵۰ میلیون روبل در گیشه دست پیدا کنند. موفقیت پروژه روبو باعث شهرت میناسبکیان در روسیه نیز شد. میناسبکیان در همان سال تهیه‌کنندگی فیلم سینمایی «متن» را بر عهده داشت که موفق به کسب چهار جایزه عقاب طلایی روسیه شد. این فیلم نیز در گیشه موفقیت نسبی به دست آورد.

## آثار
برخی از مهم‌ترین آثار رافائل میخائیلوویچ میناسبکیان عبارت‌اند از:
در سینما:
- «نسل P»
- «افسانه کولورات»
- «مرز»
- «روسالکا. اوزرو مرتویخ»
- «متن»
- «پسر یک ثروتمند»
- «چرنوبیل: پرتگاه»
- «دکتر لیزا»
- «اسکیت‌های نقره ای»
- «اوگون»
- «ردیف ۱۹»
- «استرلتسف»
- «روبو»
- «بابا یاگا: وحشت جنگل تاریک»

در سریال و تلویزیون:
- «مشاور»
- «شلست»
- «دژ در بادبر»
- «اپیدمی»
- «روستوف»
- «اوچیم»
- «وی کلتکه»
- «ریکوشه»
- «دد موروزوف»
- «سوبور»

## جوایز
- او در سال ۲۰۱۱ جایزه ملی «مدیر رسانه روسیه» را که از جوایز مهم در حوزه اقتصاد رسانه است، به دلیل «مشارکت در توسعه صنعت، رویکردهای تجاری پیشرفته و ارائه ایده‌های بازاریابی منحصر به فرد» دریافت کرد.[۸][۹]
- ۲۰۱۷ - جایزه APKIT، برای فیلم تلویزیونی "Outlaw" ساخته شده برای کانال NTV، دسته "بهترین فیلم تلویزیونی 2017"[۱۰]
- ۲۰۱۸ - جایزه APKIT برای فیلم "قلعه بدابر" ساخته شده برای شبکه اول تلویزیون، در بخش "بهترین فیلم تلویزیونی در سال 2018"[۱۱]
- ۲۰۱۹ - جایزه APKIT "بهترین فیلم بلند" برای "متن"
- جایزه APKIT برای سریال "Battalion" ساخته شده برای NTV، برای "بهترین فیلم تلویزیونی سال 2019"[۱۲]
- ۲۰۱۹ - جایزه عقاب طلایی "بهترین فیلم ۲۰۱۹" برای فیلم "متن"[۱۳]
- جایزه جشنواره بین‌المللی فیلم Finisterra Arrábida در بخش بهترین فیلم‌های تبلیغاتی ("بهترین فیلم تبلیغاتی") برای ویدیوی تبلیغاتی GPM KIT GROUP. نویسنده و تهیه‌کننده فیلم – رافائل میناسبکیان[۱۴]
- جایزه جشنواره بین‌المللی انیمیشن DRAWTASTIC (ایالات متحده آمریکا) در بخش «بهترین تبلیغات». جایزه بزرگ جشنواره – جایزه مداد طلایی – به محافظ صفحه نمایش انیمیشن «استودیو KIT» اهدا شد. این ویدئو توسط الکساندر پتروف، انیماتور برنده اسکار، و نویسنده ایده و تهیه‌کننده - رافائل میناسبکیان، کارگردانی شده است.[۱۵]